# Бржезова (Соколов)
Бржезова (чеськ. Březová, нім. Prösau) — місто в окрузі Соколов Карловарського краю Чехії.

## Історія
Перші письмові згадки відносяться до 1353 року.
Близько 1370 року в Бржезові, тоді ще невеликому селі, з'явився на світ майбутній хроніст епохи Гуситських воєн, який іменується Лаврентій з Бржезова за назвою місця народження.

## Географія
Абсолютна висота — 644 метра над рівнем моря. Розташоване у південно-західній частині района, за 3 км на південний захід від міста Соколов. Площа міста складає 59,59 км².